# Maria Semotiuk
Maria Semotiuk (* 1985 in Polen) ist eine polnische Schauspielerin. Sie ist vor allem für ihre Rolle als Bunia  in Michał Rogalskis Kriegsdrama Unser letzter Sommer bekannt, der von der Deutschen Film- und Medienbewertung (FBW) als besonders wertvoll ausgezeichnet wurde.
Semotiuk besuchte von 2004 bis 2006 die Warschauer Filmschule und absolvierte anschließend 2010 die Aleksander-Zelwerowicz-Theaterakademie Warschau. Seit 2013 tritt sie am Aleksander-Sewruk-Theater in Elbląg auf. Daneben bespielt Semotiuk die Warschauer Bühnen des Studio-Theaters, des Palladium-Theaters, des Polnischen Theaters und des Kwadrat Theaters. Für ihre Rolle der Jüdin  Bunia in Unser letzter Sommer wurde sie 2015 am Polnischen Filmfestival Gdynia als beste Nebendarstellerin ausgezeichnet.
Semotiuk spielt Klavier und Geige und singt die Stimmlagen Alt und Sopran.

## Filmografie (Auswahl)
- 1997–2015: Klan
- 2011: In Darkness
- 2015: Unser letzter Sommer
- 2016: Afterimage
- 2018: Das Geheimarchiv im Warschauer Ghetto